# Dálnice lámající rekordy
Dálnice lámající rekordy (ve francouzském originále (Le génie français:) Les Routes de tous les records) je francouzský dokumentární film režiséra Alexe Garyho z roku 2022 zaměřený na dopravní stavitelství, hlavně na mimořádné dálniční mosty a tunely. Česká televize dokument premiérově odvysílala v květnu 2025 jako součást cyklu pod názvem Francouzské megaprojekty: Dálnice.

## Obsah dokumentu
Francouzský dokumentární film se zaměřuje na tři francouzské dálnice, které (řečeno slovy úvodního komentáře ve filmu) „... představují skutečný etalon techniky. Jejich konstrukce lámou všechny rekordy dopravního stavebnictví.“ Konkrétně se jedná o následující stavby:
Dálnice A40, nazývaná též Dálnice Titanů, která drží rekord v rychlosti výstavby při extrémních horských podmínkách a na její trase se nachází několik mimořádných mostů a tunelů, zejména: 3300 metrů dlouhý tunel Chamoise, na tunel těsně navazující viadukt Nantua, který má výšku až 86 metrů a 1266 metrů dlouhý viadukt Sylans, jehož výstavba ve složitých geologických podmínkách vyžadovala nové konstrukční a stavební metody.
Pařížský okruh: kopíruje linie hradeb z roku 1840 (zbořeny 1919). Ročně jím projede cca 500 miliónů vozidel (nejvíce v Evropě) a je na něm více než 150 mostů a tunelů. Výstavba v jedné z nejhustěji osídlených metropolí byla velikou výzvou a vyžádala si do té doby nevídaná konstrukční a stavební řešení. Vybudování okruhu v letech 1956–1973 mimo jiné zahrnovalo zbořit stadión a nový postavit přímo nad dálnicí (výstavba tunelu a nového fotbalového stadiónu probíhala současně) nebo přemostit seřaďovací nádraží s 50 kolejemi (kde tak vznikl nejdelší pařížský most) a přemostit také rozlehlé výstaviště. Další výzvou byl tunel v Buloňském lesíku, které vede pod jezerem. V průměru bylo postaveno asi 10 mostů nebo tunelů ročně, což je rekord, který dopravní stavitelství ani mnoho let poté nepřekonalo.
Dálnice A10 mezi Paříží a Bordeaux, nazývaná též L'Aquitaine, je nejdelší ve Francii (557 kilometrů, tedy delší než Česko). Protíná deset departementů a spojuje devět dalších dálnic. Dokument zachycuje rekonstrukci nebo rozšíření vybraných úseků, včetně opravy mostu přes největší francouzskou řeku Loiru, který byl v době dokončení původní dálnice sám o sobě významným inženýrským dílem. Vzhledem k provozu na dálnici bylo zvoleno dost ojedinělé řešení, tj. uzavřít a opravit vždy polovinu mostu, což se podařilo za pouhé 4 týdny (místo předpokládaných šesti). Dále např. výstavba zcela nového mostu přes údolí Courtineau, s více jízdními pruhy.

## Tvůrci a technické údaje
- Scénář a režie: Alex Gary
- Produkce: Samuel Kissous
- Hudba: Samuel Narboni
- Zvuk: Arnaud Rauzy
- Letecké záběry: Freeway Drone
- Délka: cca 54 minut[2]
- Barevný film, formát obrazu: HD, 16:9
- Produkční společnost: Pernel Media[1]
- Distributor: ZDF Studio[1]
- Původní jazyk: francouzština (a angličtina)
- Rok výroby: 2022
- České znění: Česká televize, 2024

## Fotogalerie
Ve filmu jsou mimo jiné podrobně zdokumentovány následující stavby nebo jejich rekonstrukce:

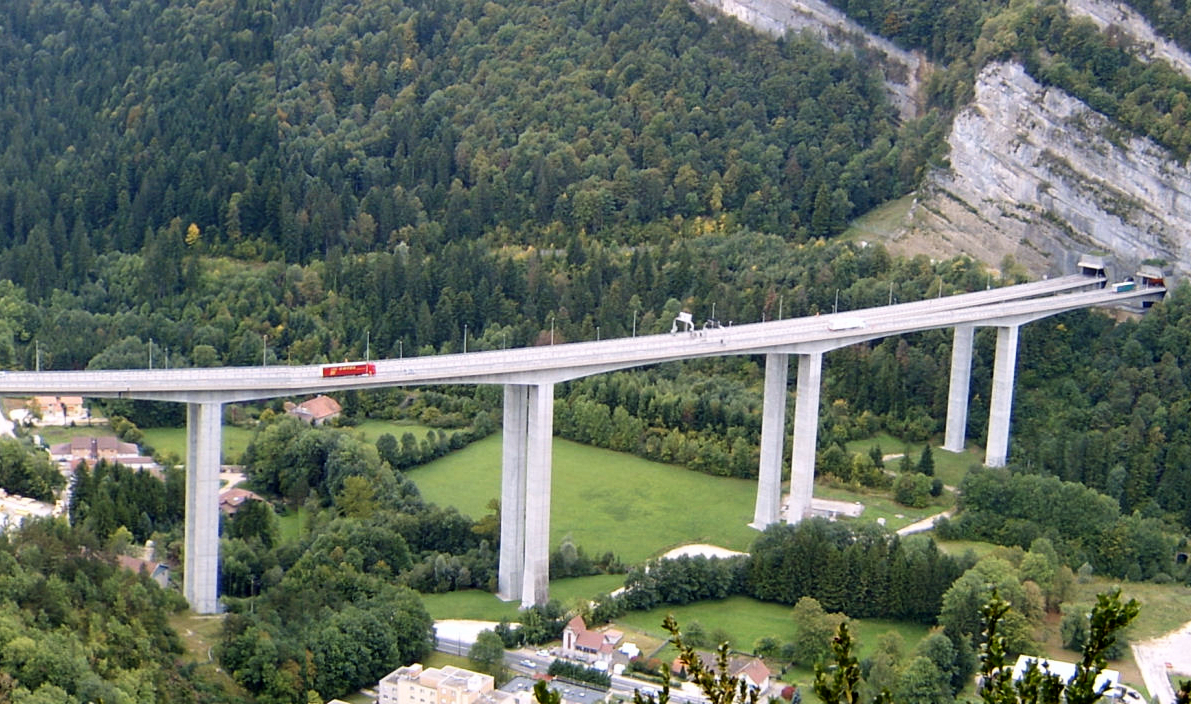
Viadukt Nantua, nejvyšší na A40 (vpravo výjezdy z tunelu Chamoise).
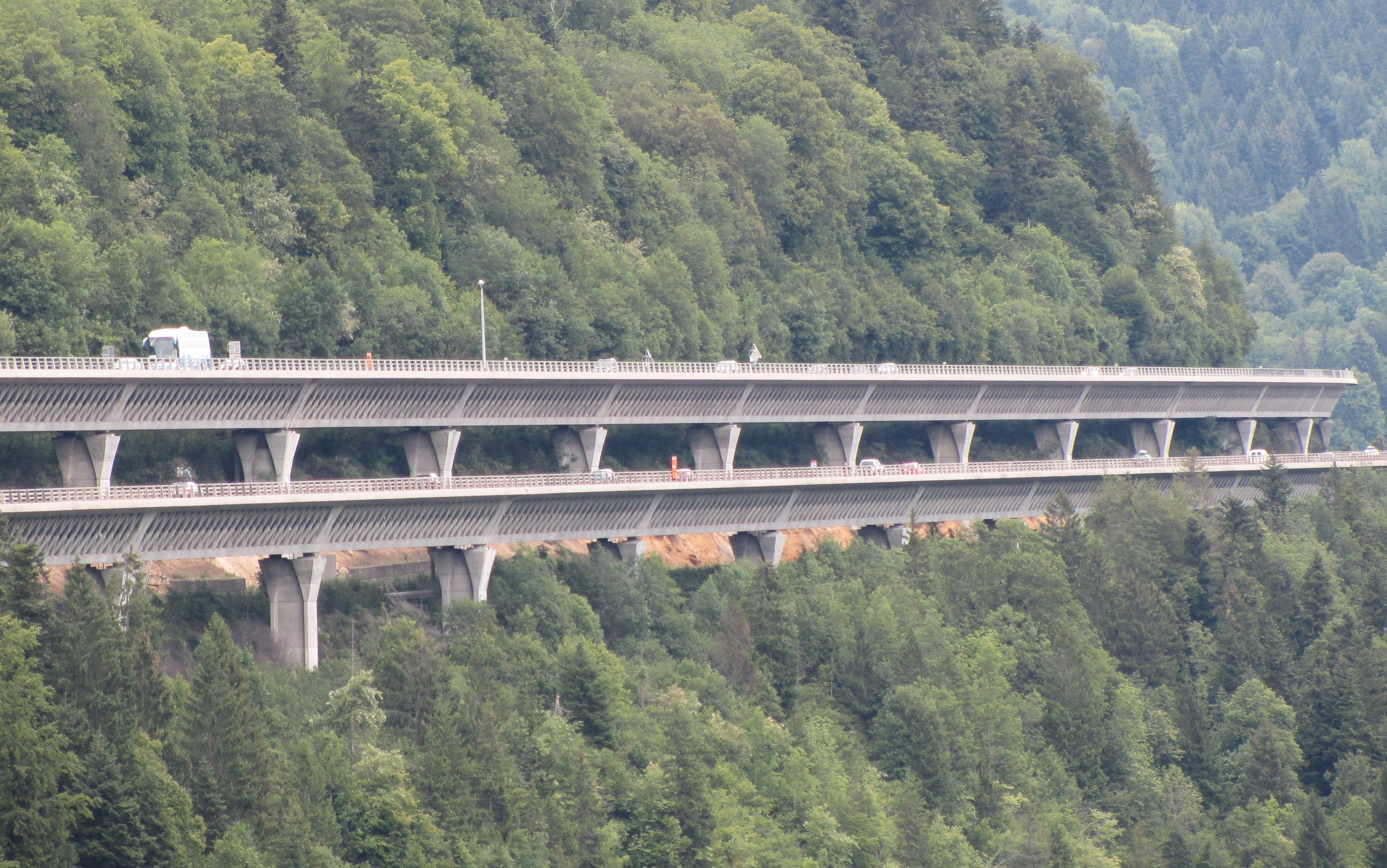
A40: Viadukt Sylans: nově vyvinuté křížové žebrování ušetřilo hmotnost.
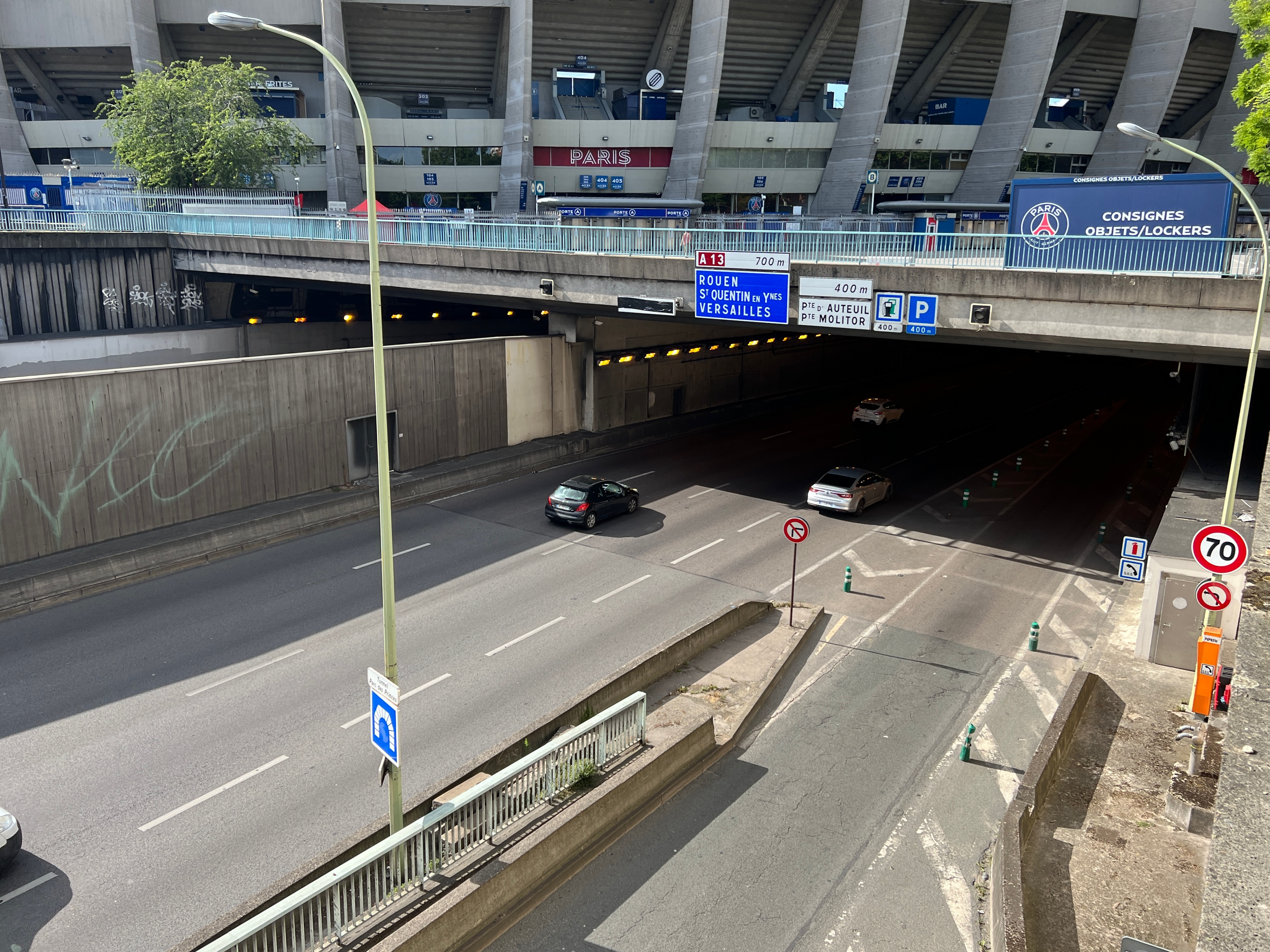
Část pařížského okruhu se stadiónem nad dálnicí.
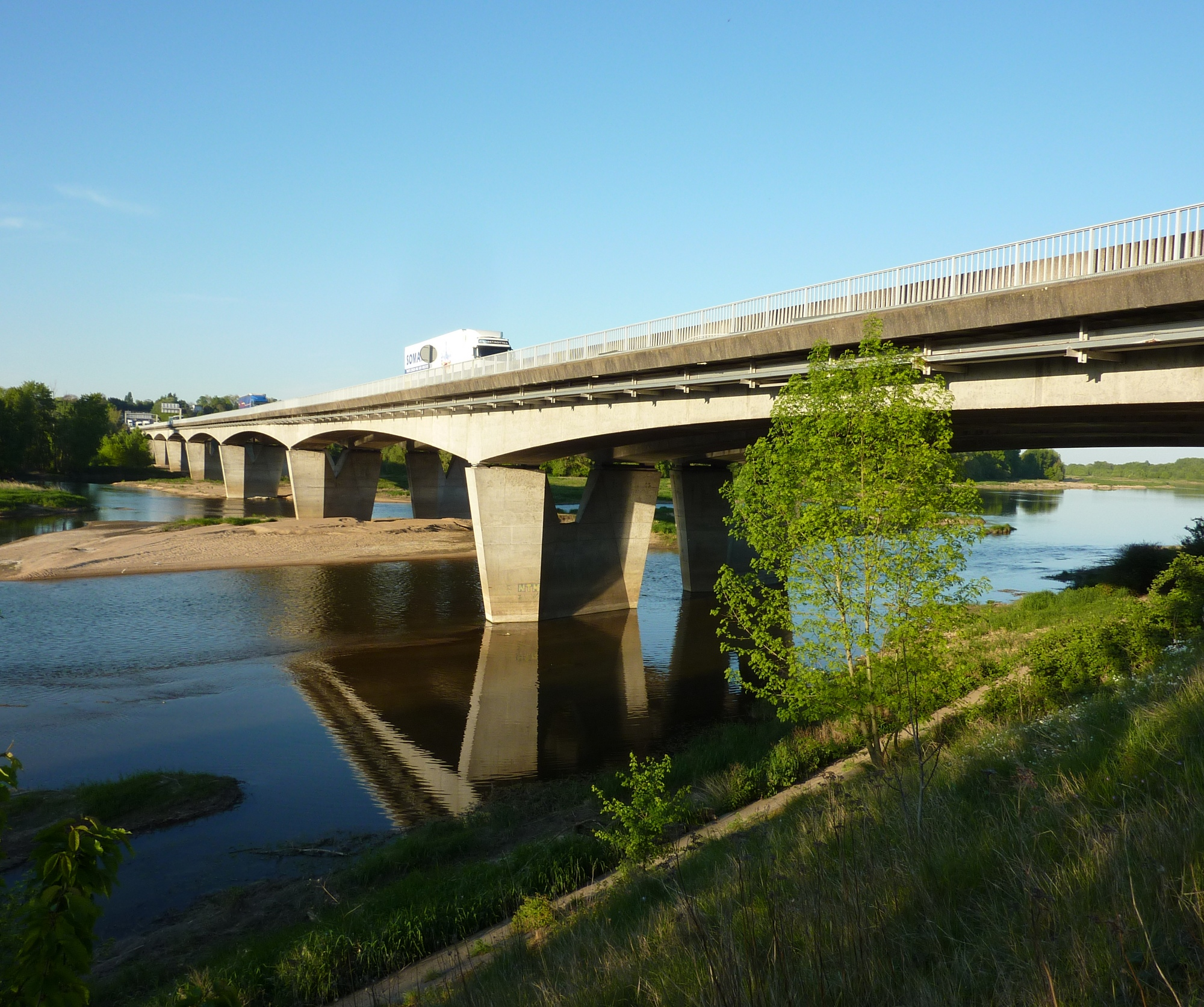
A10: most přes Loiru (rekonstrukce).